# Циганчица (новела)
Циганчица (шп. La Gitanilla) је једна од 12 Сервантесових новела из збирке Узорних новела, објављених 1613. године у издању Хуана де ла Куесте.
Ова новела, написана по узору на италијанску традицију новелијера (итал. novellieri) чији је творац био Ђовани Бокачо, а разрадио Матео Бандело, уједно је и прва новела у збирци. Циганчица је уједно и најдужа од свих новела у збирци и обрађује љубавну тематику са костумбристичким елементима.
Новела говори о Циганчици Пресиоси која игра и пева на улици како би зарадила за живот и у коју се заљубљује Андрес, младић из угледне и племените породице. Као доказ љубави Андрес пристаје да одбаци сва своја обележја и удобности једног племића и да проведе годину дана живећи са Циганима и према њиховим обичајима. На крају се испоставља да је Пресиоса такође племенитог рода и новела се завршава свадбом између двоје младих који припадају истој друштвеној класи.
Иако ова новела припада групи реалистичких новела у оквиру збирке Узорних новела, садржи елементе идеализације. Пресиоса је изузетно лепа, поштена и паметна девојка, пуна врлина, разборита и без иједне мане. Сервантес, иако је и Пресиосу и Андреса ставио у сасвим одређене друштвене оквире, не лишава их потпуно слободе одлучивања, већ им даје прилику да се добро упознају и да сами одлуче да ли је друга особа идеалан партнер или није. С друге стране, веома су упечатљиве слике описа циганског живота и света. Сервантес га представља као посебан свет са сопственим етичким правилима у ком живе људи који изнад свега цене своју слободу.
Музика, песма и игра су веома битни чиниоци ове новеле. Друштво оновремене Шпаније међутим, описано је реално, али не и реалистички и у тај опис су уткани елементи идеализоване средине „у којој је могуће пронаћи лепоту и постићи срећу“.
Сервантесова Циганчица била је узор за многе друге књижевне јунакиње у шпанској, италијанској, немачкој, француској и енглеској књижевности. Једна од најпознатијих је Есмералда из Игоовог романа „Богородичина црква у Паризу“ (фр. Notre-Dame de Paris).